# Контрада Лупината (Салерно)
Контрада Лупината је насеље у Италији у округу Салерно, региону Кампанија.
Према процени из 2011. у насељу је живело 119 становника. Насеље се налази на надморској висини од 234 м.